# Mooney Mooney
Mooney Mooney är en del av en befolkad plats i Australien. Den ligger i kommunen Gosford Shire och delstaten New South Wales, i den sydöstra delen av landet, omkring 37 kilometer norr om delstatshuvudstaden Sydney. Antalet invånare är 487.
Närmaste större samhälle är Umina, omkring 10 kilometer öster om Mooney Mooney. 
I omgivningarna runt Mooney Mooney växer i huvudsak städsegrön lövskog. Genomsnittlig årsnederbörd är 1 380 millimeter. Den regnigaste månaden är februari, med i genomsnitt 200 mm nederbörd, och den torraste är juli, med 36 mm nederbörd.